# 劈柴院

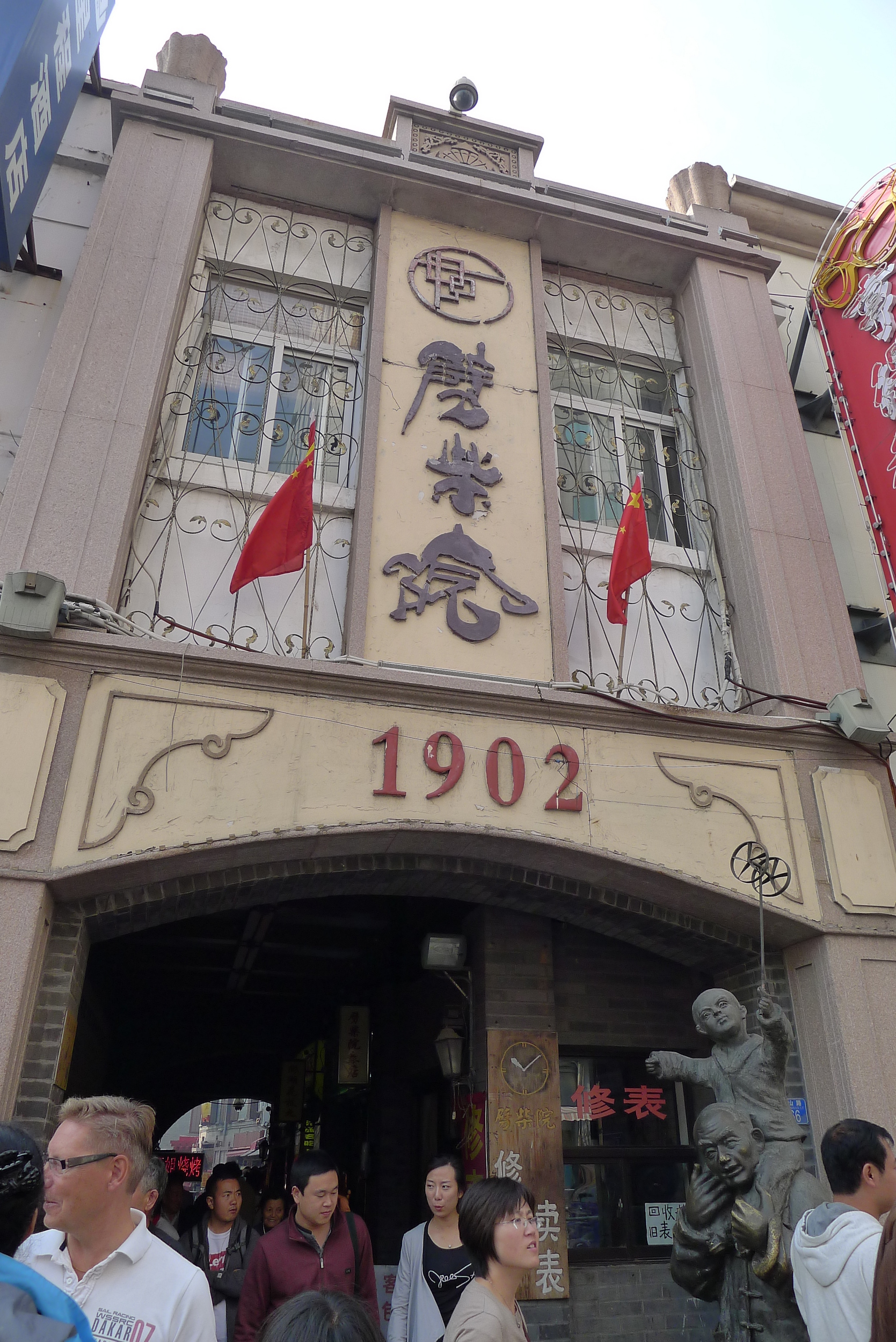
劈柴院，中山路入口

劈柴院是位于中华人民共和国山东省青岛市南区中山路商业圈北端的美食小吃城。原名为江宁路步行街，2009年重新翻修后开张。上个世纪20年代中期，青岛在这里修了一条江宁路，建了几个大院，江宁路逐渐成了一条商业步行街，街上几个大院多为商店、饭铺，劈柴院从一个院子的名称成了这一商业街的名称。
被誉为十大“青岛特色小吃”指的春和楼三鲜蒸饺、海菜凉粉、烤肉串（鱿鱼）、酱猪蹄、鲅鱼水饺、三鲜锅贴、白菜肉包、海鲜卤面、鸡汤馄饨、排骨米饭。此外面食类的还有，馅饼、甜沫、油条、糖饼、绿豆糕、芝麻球等。在劈柴院美食文化园大多能够品尝得到。

## 起源
德国租借胶澳初期，城市建设的砖瓦烧制和人们生活燃料都以木柴为主。由于德国人的砖瓦窑场大都建在大鲍岛北，也就是现在的“大窑沟”，于是送卖送劈柴的小贩就在窑厂附近的一处院落里开辟了劈柴市，由此渐渐地被称为“劈柴院”。久住北京路里院的一位李姓老先生说，这些劈柴除了供市民烧火做饭，还供应大窑沟窑炉烧制砖瓦。这种说法，和中山路以北的大窑沟遥相呼应，单从名字传递出的信息可以互证。
还有一种说法，也比较可信，青岛的文史专家鲁海先生认为，劈柴院得名是因为这里曾是在大鲍岛集市卖劈柴，而所谓的“劈柴”，指的是木材。后来柴火的售卖渐渐少了，但是餐品的售卖没有停下，名字保留了下来，就成为了今天的劈柴院。